# Де Бентивеньи, Бентивенья
Бентивенья де Бентивеньи (итал. Bentivenga da Bentivengi, его фамилию также пишут как dei Bentivenghi, as de' Bentivighi) — O.F.M., итальянский кардинал, декан Коллегии кардиналов с 1285 по 1289 год, один из ведущих богословов своего времени.
Предположительно брат генерала францисканского ордена Маттео д’Акваспарта. В 1259 году является директором госпиталя милесердия в Тоди. В 1269 году он стал духовником кардинала Джованни Гаэтано дельи Орсини. 18 декабря 1276 года избран епископом Тоди. Консисторией 12 марта 1278 года провозглашен кардиналом-епископом Альбано. Вместе с папой Николаем III и кардиналом Джироламо Маши д’Асколи участвовал в подготовке буллы Exiit qui seminat, реформирующий устав ордена францисканцев. Участвовал в Конклавах 1280—1281 (Мартин IV), 1285 года (Гонорий IV) и 1287—1288 годов (Николай IV).